# Cedicoides parthus
Cedicoides parthus is een spinnensoort uit de familie van de Desidae.
De wetenschappelijke naam van de soort werd in 1993 als Cedicus parthus gepubliceerd door V. Fet.